# أخوية القديس بيوس العاشر الكهنوتية

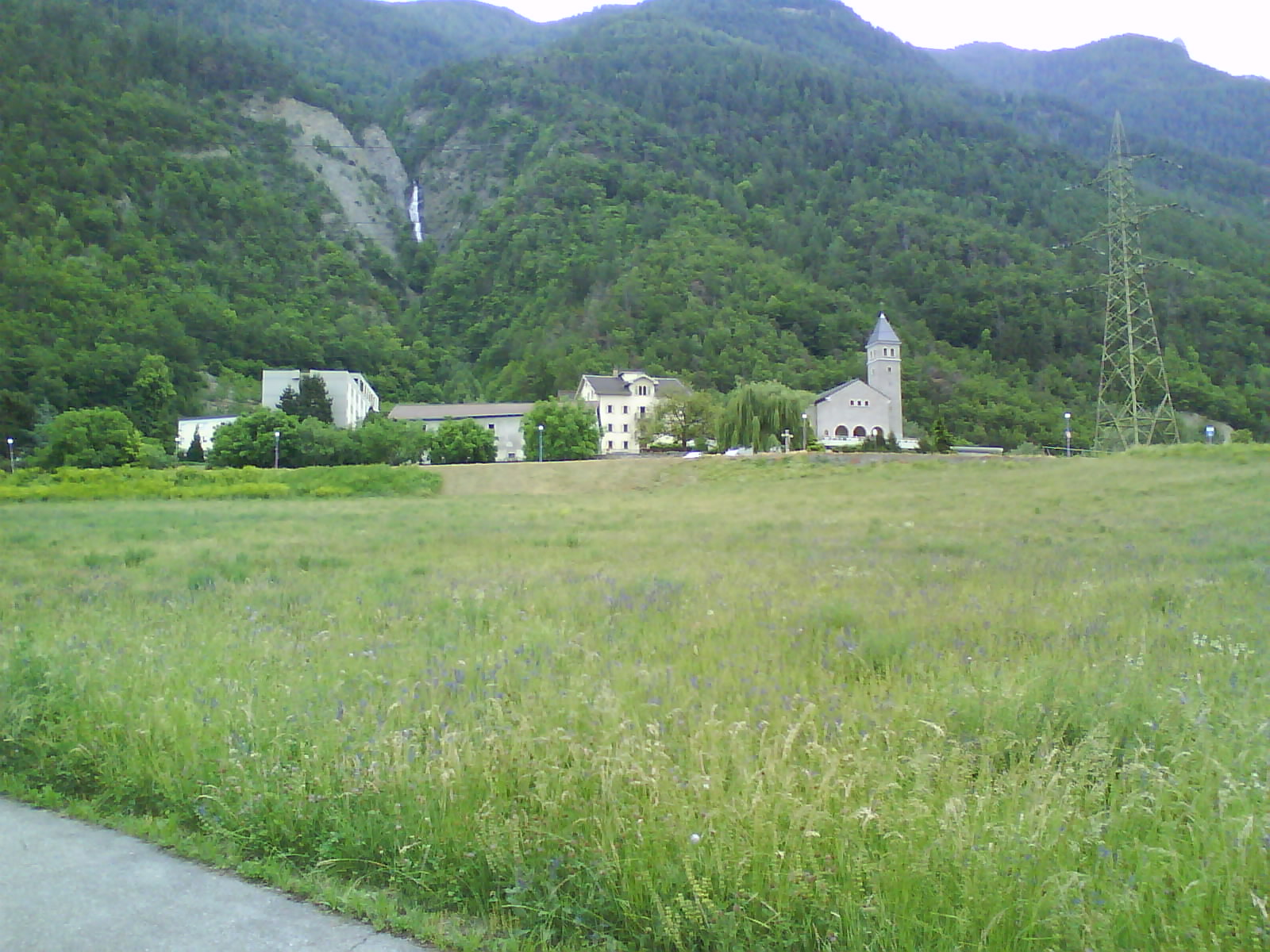

أخوية كاثوليكية أسست في مدينة إيكون السويسرية في الفاتح من نونبر سنة 1970 بمباركة من العرش المقدس الفاتيكان لكن هذه المباركة سرعان ما تأول إلى ابتدا من 6 ماي سنة 1975 وبعدها إلى حرم كنسي يوم ما قام المونسنيور مارسيل لوفيبر برسامة أساقفة جدد دون اذن مسبق من بابا الفاتيكان سنة 1988 الشيء الذي سيخلق شرخا جديدا في الكنيسة الكاثوليكية. قام البابا بيندكتس السادس عشر برفع هذا الحرم الكنسي في شهر يناير 2009 كخطوة منه لجمع شمل الكنيسة الام
أخوية كاثوليكية أسست في مدينة إيكون السويسرية في الفاتح من نونبر سنة 1970 بمباركة من العرش المقدس الفاتيكان لكن هذه المباركة سرعان ما تأول إلى ابتدا من 6 ماي سنة 1975 وبعدها إلى حرم كنسي يوم ما قام المونسنيور مارسيل لوفيبر برسامة أساقفة جدد دون اذن مسبق من بابا الفاتيكان سنة 1988 الشيء الذي سيخلق شرخا جديدا في الكنيسة الكاثوليكية.
قام البابا بيندكتس السادس عشر برفع هذا الحرم الكنسي في شهر يناير 2009 كخطوة منه لجمع شمل الكنيسة الام.